# جوزيبي زامبيرليتي
جوزيبي زامبيرليتي (بالإيطالية: Giuseppe Zamberletti)‏ هو سياسي إيطالي، ولد في 17 ديسمبر 1933 في فاريزي في إيطاليا، وتوفي بنفس المكان في 26 يناير 2019 بسبب مرض آلزهايمر. حزبياً، نشط في الحزب الديمقراطي المسيحي الإيطالي.

## مناصب
- انتخب عضو مجلس الشيوخ الإيطالي.
- انتخب وزير الدفاع المدني (23 أغسطس 1982 – 30 نوفمبر 1982).
- انتخب وزير الدفاع المدني (4 أغسطس 1986 – 16 أبريل 1987).
- انتخب وزير الدفاع المدني (26 مارس 1984 – 31 يوليو 1986).
- انتخب وزير الدفاع المدني (18 أبريل 1987 – 27 يوليو 1987).
- انتخب وزير الأشغال العامة (18 أبريل 1987 – 29 يوليو 1987).
- انتخب عضو مجلس النواب في الجمهورية الإيطالية.